# Август Карл Якоб фон дер Шуленбург
Август Карл Якоб фон дер Шуленбург (на немски: August Karl Jacob, Graf von der Schulenburg; * 12 януари 1764 в Алтенхаузен, Саксония-Анхалт; † 20 май 1838 в Алтенхаузен) е граф от клон „Бялата линия“ на род „фон дер Шуленбург“ и народен представител в Кралство Вестфалия.
Той е вторият син на хановерския генерал-майор граф Александер Якоб фон дер Шуленбург (1710 – 1775) и съпругата му фрайин Еренгард Мария София фон дер Шуленбург (1737 – 1786), дъщеря на фрайхер Георг Ернст фон дер Шуленбург (1704 – 1765) и Доротея Сузана фон дер Шуленбург (1704 – 1767), дъщеря на Даниел Лудолф фон дер Шуленбург (1667 – 1741) и Йохана Сузана фон Дизкау (1674/1679 – 1736).
Брат е на граф Филип Ернст Александер фон дер Шуленбург-Емден (1762 – 1820) и граф Леополд фон дер Шуленбург (1769 – 1826).
Август Карл посещава военното училище в Берлин и става юнкер при хузарите. През 1786 г. по здравословни причини той напуска службата си като корнет и се занимава с управлението на имотите си. През 1808 – 1813 г. той е кмет на Алтенхаузен и представител на земевладелците в Елба-Департемент-изборна колегия на имперските съсловия на Кралство Вестфалия. През 1813 и 1814 г. той организира заедно с братовчед си Фридрих фон дер Шуленбург (1769 – 1821) защитата в Алтмарк. На 6 юли 1798 г. той е издигнат на пруски граф. Той е награден с „ордена Червен орел III класа“.
През 1825 – 1831 г. той е член на провинциалните съсловия на провинция Саксония и от 1837 г. за графа фон Щолберг-Росла в този парламент.

## Фамилия
Август Карл Якоб фон дер Шуленбург се жени на 24 август 1786 г. за Фридерика Вилхелмина Доротея Фридерика фон Клайст (1768 – 1788). Бракът е бездетен.
Август Карл Якоб фон дер Шуленбург се жени втори път през декември 1792 г. за Мария Луиза фон Клайст (1772 – 1827). Те имат осем деца:
- Густав Адолф Матиас Александер фон дер Шуленбург (* 30 декември 1793; † 1855)
- Фридерика Вилхелмина Луиза фон дер Шуленбург (* 24 юни 1795)
- Карл Лудвиг фон дер Шуленбург (* 26 януари 1799; † 1880)
- Вилхелм Леополд фон дер Шуленбург (* 17 септември 1801; † 1855), женен за Анна Августа фон Трота (* 5 септември 1809; † 1882); имат един син
- Хайнрих Фердинанд фон дер Шуленбург (* 20 януари 1804, Алтенхаузен; † 10 февруари 1839/1838, Функенхаген), женен за графиня Йохана Александра Фридерика Луиза фон дер Шуленбург (* 17 декември 1805, Бодендорф; † 16 февруари 1865, Алтенхауен), дъщеря на чичо му граф Леополд фон дер Шуленбург (1769 – 1826); имат един син
- Вилхелмина София фон дер Шуленбург (* 21 октомври 1806), омъжена за Вилхелм фон Йена
- Бернхард Август фон дер Шуленбург (* 17 май 1809; † 1872)
- Фридрих Готлоб Якоб фон дер Шуленбург (* 5 март 1818; † 1893), женен за фрайин Паулина Каролина Вилхелмина Леополдина фон Мейерн-Хоенберг (* 1820; † 15 ноември 1899, Хоенберг); имат една дъщеря